# Валенсия Муньос, Гильермо Леон
Гильермо Леон Валенсия Муньос (исп. Guillermo León Valencia Muñóz; 27 апреля 1909, Попаян, департамент Каука, Колумбия — 4 ноября 1971, Нью-Йорк) — президент Колумбии с 7 августа 1962 по 7 августа 1966. Член Колумбийской консервативной партии.
Родился в семье поэта Гильермо Валенсии Кастильо. Окончил Университет Кауки, где изучал право. В начале политической карьеры был депутатом городских советов Попаяна и Боготы, ассамблеи департамента Каука. В 1950-53 был послом в Испании. В мае 1953 года стал министром иностранных дел, однако 13 июня 1953 года Густаво Рохас Пинилья произвёл военный переворот и сместил действующее правительство.
На президентских выборах 1962 года участвовал как кандидат Национального фронта Консервативной и Либеральной партий и получил 1 633 873 (62,3%) голосов против 624 863 (23,8%) голосов у представителя Революционно-либеральной партии Альфонсо Лопеса Микельсена, 308 814 (11,8%) голосов у независимого консерватора Хорхе Лейвы Урданеты и 54 557 (2,1%) голосов у свергнутого диктатора Густаво Рохаса Пинильи.
Президентство Валенсии было отмечено экономическими и социальными реформами — была создана резервная система (исп. Junta Monetaria), на 20% увеличены расходы на образование. Валенсия увеличил добычу и экспорт нефти, а также производство электроэнергии. Также им было начато совместное с США строительство дешёвого жилья в Сьюдад-Кеннеди в районе Боготы.